# Santa Maria in Monserrato degli Spagnoli (titre cardinalice)
Le titre cardinalice de Santa Maria in Monserrato degli Spagnoli (Sainte Marie de Montserrat des Espagnols) est érigé par le pape Jean-Paul II en 2003. Il est associé à l'église nationale espagnole de Rome, Santa Maria in Monserrato, située dans le rione Regola, au centre de Rome.

## Titulaires
- Carlos Amigo Vallejo (2003-2022)
- José Cobo Cano (depuis 2023)

### Sources
- (es) Cet article est partiellement ou en totalité issu de l’article de Wikipédia en espagnol intitulé « Santa María de Montserrat de los Españoles (título cardenalicio) » (voir la liste des auteurs).